# Битва при Шварцахе
Битва при Шварцахе (нем. Schlacht von Schwarzach)— состоявшееся 13 июня 1554 г. сражение Второй маркграфской войны между армией маркграфа Бранденбург-Кульмбаха Альбрехта II и объединённым войском под руководством герцога Брауншвейг-Вольфенбюттель Генрихом II. Завершилась поражением маркграфа.

## Предыстория
Вторая маркграфская война была спровоцирована маркграфом Альбрехтом Алкивиадом в мае 1552 года осадой Бамбергского епископства. Альбрехт пытался увеличить свое влияние во франконском имперском кругу посредством нескольких междоусобиц против других франкских имперских поместий, в частности, княжесв-епископств Бамберг и Вюрцбург, а также имперских городов Нюрнберг и Швайнфурт. Он завоевал город Швайнфурт в 1553 г. и превратил его в военную базу.
Летом 1553 года Альбрехт со своими войсками прошел через территорию Тюрингии и Нижней Саксонии. Тем временем его противники организовали против него несколько союзов и смогли нанести решительное поражение маркграфу в битве при Зиверсхаузене. Затем их войска начали завоевывать владения маркграфа вокруг Кульмбаха и Хофа. 1 декабря 1553 г. император Карл V ввёл имперскую опалу для Альбрехта.
Герцог Брауншвейг-Вольфенбюттеля Генрих II был объявлен императором командующим объединяющего противников маркграфа «Родственников Объединения». Он попытался взять Швайнфурт, но Альбрехт опередил его и, выйдя из Ильменау, достиг города 10 июня 1554 г. Однако городская стена Швайнфурта сильно пострадала от предыдущих конфликтов, и город не мог прокормить солдат маркграфа.
11 июня войска маркграфов получили подкрепление из нескольких кавалерийских отрядов из Плассенбурга близ Кульмбаха. В ночь с 12 на 13 июня в 22 часа солдаты маркграфа начали отход на юг по мосту через Майн. На следующее утро союзные войска заметили побег. Они захватили Швайнфурт и в значительной степени разрушили город. Полковнику Богуславу Феликсу фон Лобковицу унд Хассенштейну было поручено преследовать убегающего маркграфа.

## Сражение
Армия Хассенштейна намного превосходила армию Альбрехта. В то время как на стороне маркграфа сражались только 600 кавалерийских и пять пехотных эскадронов (другие источники также говорят только о трех кавалерийских эскадронах и четырёх пехотных эскадронах), Хассенштейн имел семь кавалерийских эскадронов и 19 пехотных эскадронов. Кроме того, союзники могли рассчитывать на 1,2 тыс. так называемых Freischützen, набранных из местных стрелковых клубов (Schützenvereinen).
Альбрехт двинулся со своими солдатами к Фолькаху через Рётлайн и Колицхайм. Он хотел добраться до своей территории вокруг Уффенхайма за Китцингеном. В полдень 13 июня 1554 года шедшая впереди них кавалерия Хассенштейна достигла войск маркграфа на Гайбахер-Хёэне перед Фолькахом. Солдаты Альбрехта выстроились в боевой порядок. Однако случилост всего несколько стычек, поскольку большая часть союзного войска ещё не прибыла.
Маркграф бежал со своими войсками вниз по лесу Гайбахер в направлении Фолькаха, в то время как пехота Хассенштейна также достигла высот вокруг Гайбаха. Однако городской совет Фолькаха отказался пускать маркграфские войска, в городе вюрцбургский принц-епископ Мельхиор Зобель фон Гибельштадт разместил здесь кавалерийскую роту для защиты от возможного нападения.
Во второй половине дня 13 июня войска маркграфов продвинулись между Зоммерахом и Дюльштадтом. Там их впервые настигла кавалерия Хассенштейна. В частности, артиллерия маркграфа медленно продвигалась по песчаному грунту в долине Майн. Две армии встретились у так называемого Эйленберга, к востоку от Мюнстершварцаха и к северо-востоку от Штадчварцаха.
Маркграфу удалось выстроить свои войска в боевой порядок. Выше всех стояла тяжелая кавалерия, за ней пехота. Орудия были установлены на Стефансберге, недалеко от Мейерхофа. Сначала Хассенштейн начал затягивать свои проститутки. Кавалерийские части Хассенштейна приняли на себя первую атаку, им удалось выбить маркграфских солдат с их позиций.
Маркграф и его солдаты отступили в лес у аббатства Мюнстершварцах. Войска Хассенштейна преследовали бегущих до Китцингена.
Всего в бою погибло около 800 воинов. В плен попало около 3,5 тыс. солдат.

## Итоги
Победителям удалось захватить всю артиллерию и обоз маркграфа, боеприпасы и 17 флагов.
Однако Альбрехту II удалось бежать в союзный Уффенхайм с несколькими сторонниками. Тем временем замок маркграфа в Кульмбахе был осажден и взят в июле 1554 г. Затем маркграф отправился в маркграфство Баден-Дурлах, где его принял его зять Карл II, умер 8 января 1557 г. в городе Пфорцхайм.

## Память
Нюрнбергский резчик по дереву Ганс Глазер, сделал гравюру на дереве, изображающую события вскоре после битвы. Ксилография размером 66,3 см на 22 см сейчас находится в Бамбергской государственной библиотеке.